# كوالا
الكُوال(مفرد) أو الكوالا أو الكوال الرمادي (الاسم العلمي: Phascolarctos cinereus) (بالإنجليزية: koala)‏ هو نوع من الثدييات يتبع جنس الدب الجرابي من فصيلة الدببة الجرابية . وهو حيوان ذو جراب مفتوح من الخلف يُوجَد في أستراليا وهي تعيش على الأشجار عادة حيث تتعلق على الأغصان بواسطة أظافرها الطويلة والقوية. تعتاش على ورق شجرة الصمغ وورق أشجار الكَيْنَة، تلد جرائها ناقصة النمو فتتركها في جرابها مدة ستة أشهر لاستكمال نموها. دب الكوالا معرض للانقراض بسبب كثرة صيده للحصول على فرائه الجميلة الثمينة، مما دفع إلى حظر صيده تحت طائلة المحاسبة والعقوبة.
ولهذا الحيوان سيقان قوية ومخالب حادة، وهو يحيا منعزلاً أو ضمن جماعات صغيرة، وينام على فروع الأغصان المنخفضة، وينشط ليلاً للبحث عن غذائه الذي يتألف من أوراق شجرة الكَينة، وللكوالا مَعْيٌ طويل يُمكّنه من هضم الأوراق القاسية والكبيرة وهو يأكل التراب للحصول على الكالسيوم والمعادن الأخرى.
للأنثى مهد واحد في السنة، تضع في كل مهد صغيراً واحداً بعد فترة حمل تدوم 35 يوماً ويبقى الصغير في جراب الأم ثماني أشهر ثم يتعلق بعد ذلك على ظهرها لمدة عام قبل أن يُفطم، ويبلغ تمام نضجه في السنة الثالثة أو الرابعة. لهذا الحيوان جسم متين، وله أذنان كبيرتان وليس له ذيل، ومِعْطَفه ثخينٌ صوفي، ظهره رمادي، وأجزاؤه السُفَل بيضاء اللون.

## التأثيل
تعني الكوالا في اللغة الأسترالية القديمة (الحيوان الذي لا يشرب) وهذا هو سبب تسميته بهذا الاسم فهو يحصل على الماء من أوراق الكَيْنَة التي يتغذى عليها.

## تاريخ الكوالا

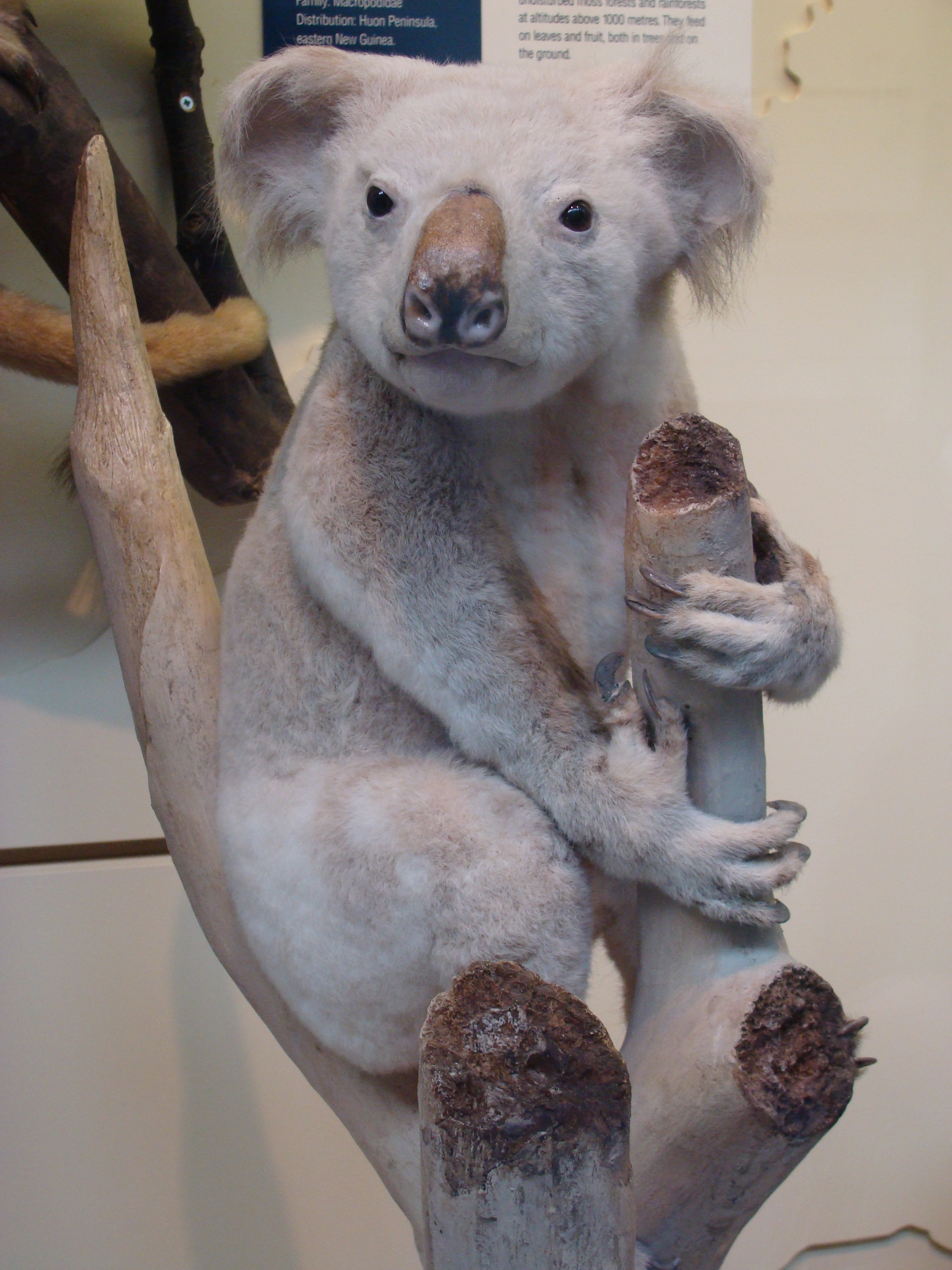
تاريخ الكوالا

قبل مجيء سكان البلاد الأصليين الأبورجين كانت الكوالا قد تكاثرت في أستراليا، فقليل من الأعداء كانوا يستطيعون ملاحقتها على الأشجار إلا أن صغار الكوالا كانت تتعرض أحياناً للافتراس، أو القتل من جانب الطيور الجارحة القوية مثل البومة وما يسمى إقوانة الأشجار، وفي بعض الأوقات عندما تسير الكوالا على الأرض لتنتقل من شجرة إلى أخرى، فإنّها تتعرض لبطش الحيوانات المفترسة مثل، نمر تسمانيا الذي انقرض الآن، وبعد قدوم سكان البلاد الأصليين كان على الكوالا أن تقاوم أولئك الصيادين الذين كانوا يتخذون منها طعاماً لهم، ومعهم كلاب الدنجو الصيادة التي كثيراً ما كانت تؤذي الكوالا وهي على الأرض، وقد كُتبت أول تقارير عن الكوالا منذ مدة لا تقل عن عشرة أعوام من قدوم أول مستوطن أوروبي في عام 1788م، وقد سمى المستوطنون البيض الأوائل هذا الحيوان الكسلان.
أما السكان الأصليّون حول سيدني، فقد أطلقوا عليه الكوالا، وهو الاسم الذي أضحى شائع الاستعمال بعد ذلك، وعندما اكتشف المستوطنون البيض أهمية فراء الكوالا قتلوا مئات الآف من هذه الحيوانات في مطلع القرن العشرين، وفي عام 1920م قتل مليون رأس في كوينزلاند خلال سنة واحدة، وقد أدّت عمليات الصيد المكثف والأمراض والحرائق التي أشعلها المستوطنون البيض إلى تعرض حيوانات الكوالا لخطر الانقراض في معظم المناطق التي توجد بها، فقد اختفت الكوالا من جنوبي أستراليا، وبقيت منها أعداد ضئيلة جدا في فكتوريا وفي معظم نيو ساوث ويلز، أمّا كوينزلاند فقد ظلت معقلاً لهذه الحيوانات حتى نهاية العشرينيات من القرن العشرين، ولكن حينما رُفعت عنها الحماية وتعرضت للقتل من جديد قتل نصف مليون من حيوانات الكوالا في عام 1928م، وقد اضطرت حكومة كوينزلاند بسبب الغضب الشعبّي العام، إلى فرض الحماية على هذا الحيوان مرة ثانية، ومنذ ذلك الوقت بدأت أعداد الكوالا تزداد بانتظام ولكن بمعدل بطيء.
وقد جمعت السلطات المسؤولة عن الحياة البرية في فكتوريا مجموعات صغيرة من حيوانات الكوالا وأدخلتها إلى جزر بعيدة عن الشواطئ، حيث تعيش هناك في مأمن من الأعداء جميعهم بما فيهم البشر، ومن ثم فقد تكاثرت الحيوانات وترعرعت في تلك الجزر، وتم نقل أكثر من 8000 رأس من الكوالا من مواطنها في جزيرة فيليب، الجزيرة الفرنسية في خليج الميناء الغربي وإلى الأرض الأساسية حيث أطلقت هناك في الأماكن المناسبة المخصصة لذلك، وقد تم نقل قطعان من الكوالا إلى أكثر من 50 مكاناً بهذه الطريقة، ويعتقد العلماء أن مستقبل حيوانات الكوالا مأمون بسبب السياسات المتبعة للمحافظة عليها.

## صغار الكوالا
يولد صغير الكوالا بعد حمل مدته 35 يوما فقط، تضع الأنثى صغيرا واحد من الكوالا وبمجرد ولادته، يسلك الصغير طريقه من الرحم عبر قناة الولادة إلى الجراب مباشرة، هناك يمكث حتى يكتمل نموه، ما إن يصل الصغير إلى الجراب حتى يلتقم بفمه حلمة الأم التي يرضع منها اللبن، وسبحان الله، بمجرد أن تدخل الحلمة فم الصغير حتى تنتفخ الحلمة داخل الفم لتبقى هناك مثبته لا تنفلت من فم الصغير.
يولد ناقص النمو أعمى، عاري بلا فرو يغطيه، وليس له أذن، ورغم ذلك فحاستي الشم واللمس لديه تكون قوية للغاية، وفي داخل الجراب يمكث هناك، حيث ينمو حتى يبصر، ويكتسي جسمه بالفرو ويكتمل نموه في مدة تبلغ 7 أشهر.
طوال تلك الفترة يتغذى الصغير على لبن الأم يرضعه من خلال الجراب، الجراب يمثل للصغير مأوى للحماية، مكان للتغذية، حضانة يكتمل فيها نموه.
بعد مرور الـسبعة أشهر، تنتج الأم مادة خاصة من أمعائها تسمى «باب» Pap يتغذى عليها الصغير و«الباب» هي مادة تحتوي على بكتيريا مفيدة خاصة، تساعد على هضم الطعام، يحتاجها الصغير في أمعائه لتساعده على التغذية مستقبلا.
بعد مرور 7 أشهر يخرج الصغير من الجراب ليتعلق بظهر أمه لمدة سنة يبقى على تلك الوضعية مع الأم أينما ذهبت، يتغذى على أوراق الشجر، ويعود من وقت لآخر إلى الجراب ليرضع اللبن، ويستمر هكذا عاما حتى يفطم ويصبح طعامه أوراق الشجر فقط.

## صفات الكوالا

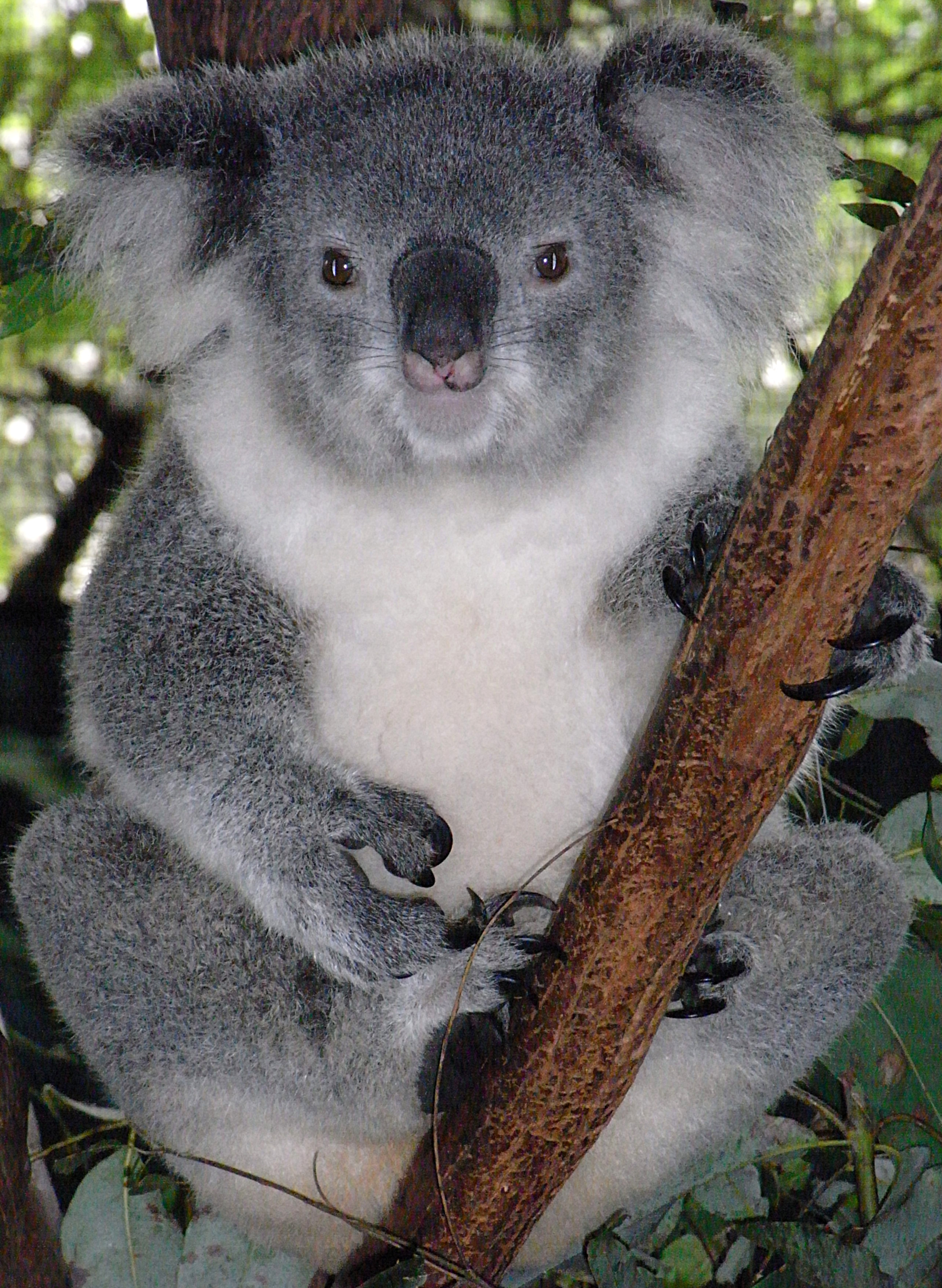
أنثى الكوالا

الكوالا له فراء كثيف مجعد ولونه بين البني والرمادي وله وجه مستدير وأنف كبيرة جداً مقارنة بوجهه، وعينان مستديرتان صغيرة جداً وأذن كبيرة الحجم مكسوة بالفراء وله يد طويلة قوية وتنتهى بخمسة أصابع ذات أظافر طويلة جداً وحادة لكي تمكنه من التشبث بالأشجار.
الذين يعيشون في جنوب أستراليا لديها فراء أكثر سمكاً وتكون أكبر من أولئك الذين يعيشون في الجزء الشمالي من أستراليا.
فحياته كلها فوق الأشجار ولا ينزل على الأرض إلا نادراً.
ارتفاع الحد الأقصى للكوالا هو 34 بوصة، والحد الأقصى للوزن من كوالا الذكور حوالي 14 كيلوغراما، فكوالا الإناث يزن حوالي 1 كيلوغرام فقط. الذكور لها غدة رائحة على صدره، هذا يعطي غدة من مادة لزجة الظلام الذي تجعل الذكور فرك على الأشجار.
هو حيوان كسول جداً وحركته قليلة ولا ينشط إلا وقت التزاوج حيث لوحظ أن الذكور تنشط جداً للبحث عن الإناث الملائمة للتزاوج والأنثى تحمل مرة واحدة في العام تطول فترة الحمل مدة 35 يوم وتضع بعدها صغير واحد كل مرة. حاستا السمع والشم قويتان لديه بعكس حاسة البصر التي تعتبر ضعيفة نوعاً ما.

## غذاء الكوالا

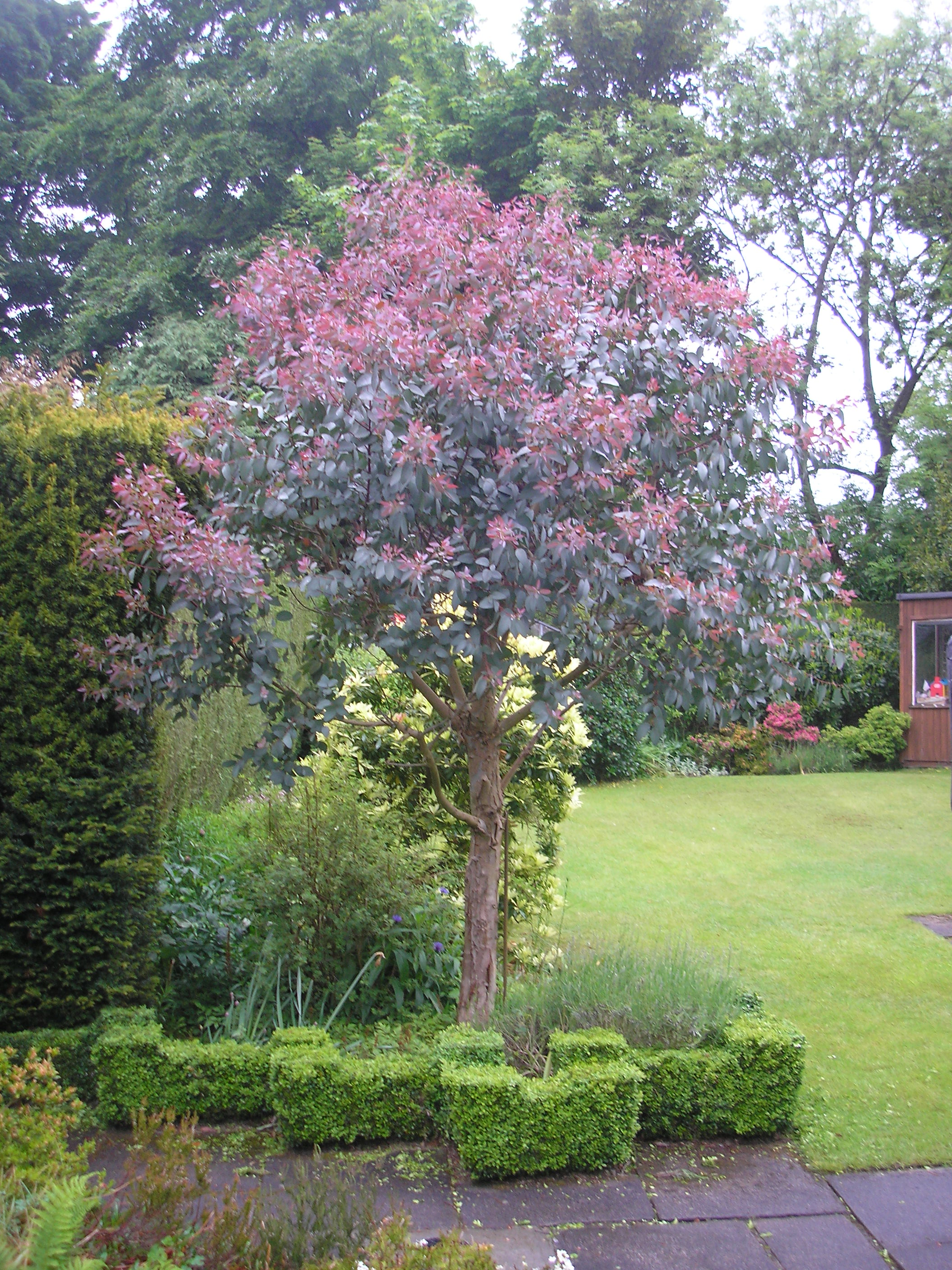
أشجار الأوكالبتوس

تتغذى الكوالا عادة بأوراق أشجار الأوكالبتوس المعروفة في أستراليا كأشجار صمغ، وأحياناً تأكل نباتات أخرى مثل: الدبق والأكاسيا الأسترالية، وعلى الرغم من وجود أكثر من 50 نوعاً من أشجار الأوكالبتوس الصالحة غذاء، إلا أن حيوانات الكوالا تفضّل بعضها على بعضها الآخر، وفي جنوب أستراليا، فإن أشجار الغذاء الشائعة هي الصمغ المائي وصمغ المنّ والصمغ القرنفلي. وفي فكتوريا تفضل حيوانات الكوالا صمغ المنّ.
يأكل الكوالا حوالي كيلوغرام واحد من الأوراق في كل ليلة.
وتنمو هذه الأشجار في جميع المناطق التي تعيش فيها الكوالا، وتحب أيضاً أشجار صمغ المستنقعات وصمغ المرتفعات الرماديّ والبقس طويل الأوراق، وفي نيو ساوث ويلز تفضل الكوالا التغذية على أشجار الصمغ الرمادي وصمغ الغابة الأحمر. أما طعامها المفضّل في كوينزلاند، فأشجار صمغ الغابة الأحمر.

## الكينا أو الأوكالبتوس
وتأكل حيوانات الكوالا أوراق أنواع عديدة من الأوكالبتوس، وهي تفضل الأنواع التي تنساب عصارتها بغزارة، وعندما تقل العصارة تنتقل الكوالا إلى أشجار أخرى، وهي تختار الأنواع التي يوجد بها محتوى عال من السينيول (مادة زيتية توجد في الأوراق)، والطعام المفضل للكوالا في كوينزلاند ونيوساوث ويلز هو أوراق الأوكالبتوس ذات الصمغ الأزرق، كما تأكل أيضًا أوراق أوكالبتوس الغابات ذات الصمغ الأحمر وأشجار الودك وأشجار الصمغ المبقع، أما في فكتوريا فإن طعام الكوالا الأساسي هو أشجار صمغ المن.

## بيئة الكوالا
يعيش هذا الحيوان في الغابات والأحراج التي تكثر فيها أشجار اليوكاليبتس. الكوالا تتكيف مع استراتيجيات الحفاظ على الطاقة، فهى تعتمد قلة الحركة وبطئها بشكل أساسي وكذلك النوم لفترات طويلة من اليوم فهي تنام من 16 إلى 20 ساعة يومياً ولذلك هي أيضاً لا تحتاج إلا إلى القليل من المياه (المياه تتطلب النزول إلى الأرض، ولذلك فهي نادراً ما تشرب حيث تحصل على معظم احتياجاتها من الماء من خلال الطعام لذلك سميت بالكوالا لأن كوالا كلمة أسترالية تعني لا ماء).

## أمراض الكوالا

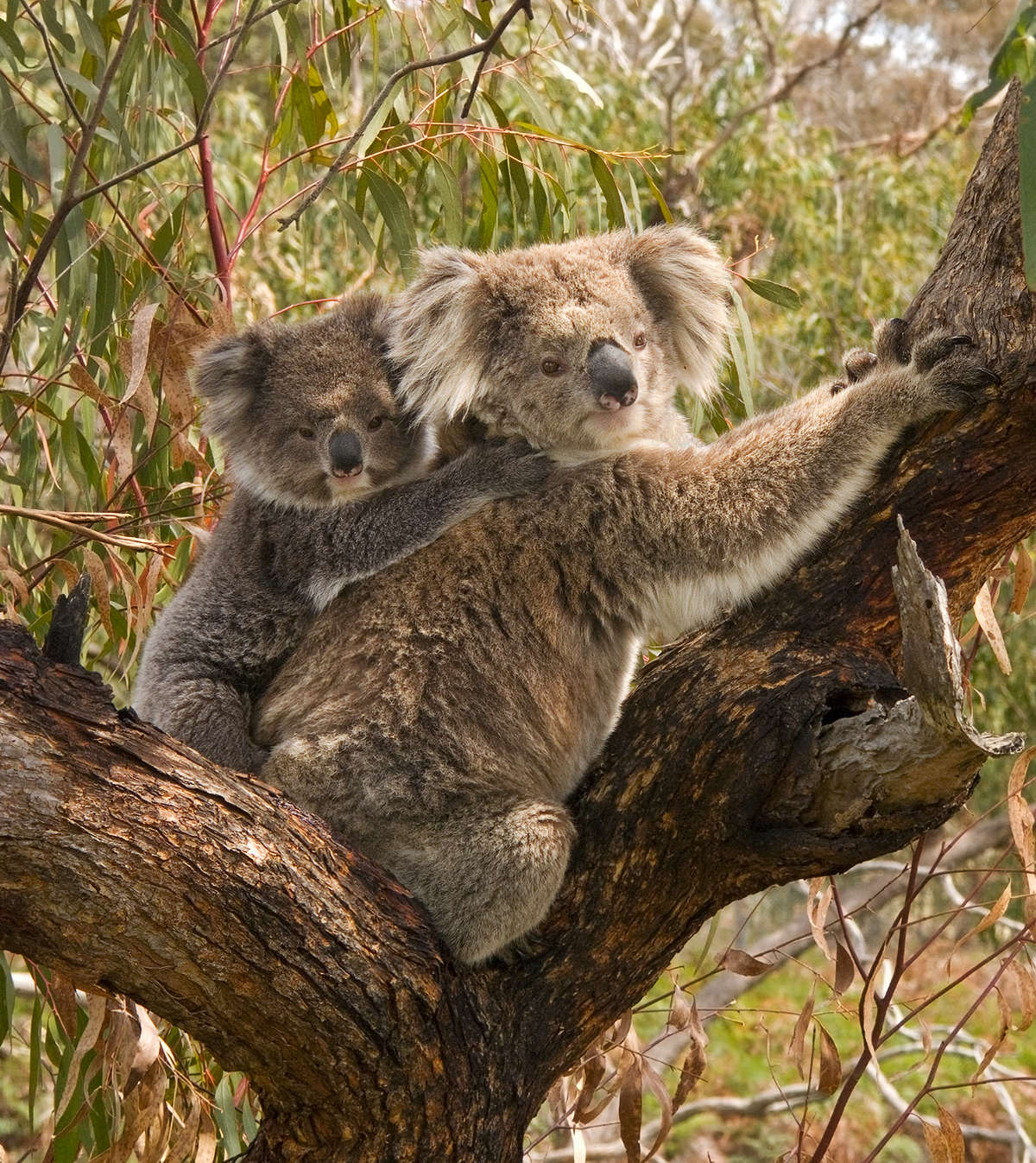
صغير الكوالا.

تموت كثير من الكوالا في الحياة البرية بسبب العدوى البكتيرية، وفي بعض الحالات تسبب البكتيريا التهاب العين المعروف باسم التهاب الملتحمة، الذي يؤدي إلى العمى أحياناً، وفي بعض الحالات الأخرى قد تعاني الكوالا من مرض يعرف للعامة بالسرة المبتلة، وتسببه العدوى البكتيرية للجهاز البولي أو التناسلي، وقد تصاب كثير من إناث الكوالا بالعقم الناتج عن تحوصل المبايض، في الثمانينيات من القرن العشرين، تنبّه العلماء إلى أنّ موت الكوالا يرجع إلى تلك العدوى إلا أن الأبحاث دلت على وجود هذه الأمراض بين حيوانات الكوالا البرية منذ أكثر من مائة عام، ويعتقد بعض العلماء أن المرض ربما دخل إلى أستراليا عن طريق الحيوانات الجديدة التي جلبها المستوطنون البيض معهم، وقد أوضحت الأبحاث أيضاً أن معظم وفيات الأعداد الكبيرة من الكوالا تحدث في فترات عدم كفاية الغذاء.
ولحل هذه المشكلة يجب زراعة الأشجار المناسبة بأعداد كبيرة حتى تتمكن الكوالا من التحرك بحرية بين دهاليز هذه الأشجار في كل أنحاء أستراليا.

## معلومات عن الكوالا
هناك بعض المعلومات عن هذا الحيوان النادر التي تعتبر عجيبة وطريفة في نفس الوقت ونذكر منها:
- ضوضاء مزعجة:

تخيل صوت تجشؤ عال جداً لدرجة قد تذهلك تماماً يتبعها شخير عال كصوت الخشخشة والآن تخيل هذين الصوتين معاَ!هذا بالضبط صوت الكوالا ! ويقول المتخصصين في دراسة ذلك الحيوان إن الذكور هي التي تصدر تلك الأصوات لتعلم الإناث بمكانهم وأيضا يصدر ذلك الصوت لتخيف به الأعداء في الطبيعة.
- غذاء سام:

تأكل دببة الكوالا ما يقرب من نصف كيلو إلى كيلو يومياً من أوراق شجر الأوكاليبتوس وهو أوراق سامة جداً وصعبة الهضم ومحتواها من العناصر الغذائية يكاد يكون ضعيف جداً إلا ان الجهاز الهضمي للكوالا ملائم لهذا النوع من الغذاء حيث يقوم باستخراج كل الطاقة المخزنة في تلك الاوراق وابطال مفعول السم الموجود فيها.
- خطأ في الهوية:

لفترة طويلة من الزمن كان يُعتقد أن الكوالا نوع من أنواع الدببة ويصنف على ذلك ولكن حديثة تم ادراجة تحت فئة الجرابيات كالكنغر، والجرابيات هي أحد أنواع الثديات التي تضع صغارها داخل جراب لتحميها به وتطعمها وهي داخلة، وتعتبر حيوانات الومبت أقرب حيوات إلى الكوالا وهي من نوع الحيوانات الجرابية .
- مناوبة ليلية:

قبل أن نصف الكوالا بانها كسولة لمجرد انها تنام حوالى 20 ساعة يومياً، يجب أن نفكر في كم النوم الذي يمكن أن يحتاجة احدنا إذا ملأ معدته بكميات كبيرة جداً من أوراق الأشجار واضطر إلى تسلق الأشجار العالية للوصول إلى كل غرفة من غرف بيته وغالبا ما تستيقظ الكوالا عند حلول الظلام لانها حيوانات ليلية ويقول العلماء ان الكوالا تكون نشيطة جداً في الليل اما فترة النهار واثناء نومها فانها تستخدم أطرافها المغطاة بالفرو كوسادات مريحة لها .
- أمهات رائعة:

تولد صغار الكوالا عمياء وصغيرة جداً حيث يصل حجمها إلى حجم الحلوى المغطاة بالسكر وتعتمد الصغار على حاستي الشم واللمس في طريقها للعثور على جرابات أمهاتها وبمجرد أن تدخل فيها تقضي فيها حوالى 6 أشهر متواصلة من النوم وشرب اللبن وتتمكن بعدها من أخراج رؤوسها لتناول الطعام لين كحساء الأوراق التي تعده لها أمهاتها للتقليل من حدة السم.
- وقت هادئ:

ربما كانت أصوات الكوالا مزعجة كما ذكرنا إلا ان بإمكانها أن تكون هادئة أيضا حيث تصدر الأم أصوات همهمة وصرير رقيق جدا لتهدئ صغارها .
- ناجون أذكياء: تمتلك الكوالا مخا صغيرا مقارنة بباقي الحيوانات الجرابية الأخرى إلا ان هذا لا يقلل من قدرة ذكائها فعندما تتعرض لخطر ما كانتشار النار مثلا في موطنها فانها تبحث عن اماكن تلجا اليها داخل جحور حيوان الومبت أو تلجا لتغطس صغارها في المياة لتبقيها في امان .
- حيوانات مشاكسة:

تتماماً
قد يبدو حيوان الكوالا شبيها بالدمى المحشوة التي يلعب بها الصغار الا انك إذا حاولت اللعب معها أو حتى لمسها فستندم اشد الندم فلدى الكوالا مخالب حادة جدا التي تستخدمها في تسلق الأشجار والتي تشبه الخناجر فلك ان تتوقع ما الذي سيحدث لك إذا فكرت في لمسها أو لمس صغارها خاصة .
- بصمات أصابع فريدة:

ربما اعتقدت ان كفى الكوالا بالمخالب التي فيها وأصبعي الإبهام لا يشبهان يد الإنسان ولكنك إذا نظرت جيداً ستجد بصمات على الأصابع تماماً كما الحال لدى الإنسان فلكل كوالا منحنيات ودوائر خاصة به تكون له بصمة أصبح خاصة كالإنسان تماما .
- أكول انتقائي:

قد لا يبدو عليها أنها انتقائية في طعامها وتأكل أي شيء خصوصاً أوراق الأشجار، إلا أنها تختار غذائها بعنايه جداً ويقول أحد العلماء مثلما نأكل نحن الخضرورات والفاكهة واللحم والحلوى فالكوالا أيضا تنوع من طعامها ليكون بمثابة فئات متنوعة لها هاذا كان أوراق أشجار الأوكاليبتوس هي الطعام الرئيسي لها، فهي أيضا تنوّع بتناول أوراق أخرى تبحث عنها لتكون بمثابة حلوى لها.

## نبذة عن انقراض الكوالا
الكوالا من بين الحيوانات التي وضعت في القائمة الأولى المهدد بالانقراض، فلذلك يحاول علماء البيولوجيا التخفيف من الصيد لهذا الحيوان وإلقاء حملات تحسيسة على الصيادين وذلك من أجل وعيهم لخطورة الصيد الجائر الذي يتعرض له الكوالا والذي يؤدي به إلى الانقراض، فهي حيوانات اجتماعية أي أنها تتعايش عبر مجموعات وعائلات وأفراد طيلة مدة عيشها، فصغير الكوالا يعيش تحت أحضان أمه طيلة مدة النمو وذلك من خلال العناية المحضنة للأم وترضيع الصغير الحليب والسيطرة عليه لكي لا تتعرض له أي خطر من أخطار الغابة، ومن الصعب على الحدائق للحيوانات أن تعتني بالكوالا ولو في سنه الكبير لأنه يحتاج تغذية مهمة له من شبه المستحيل أن يجدها الإنسان ولهذا من القليل الحدائق من يحتفظ بالكوالا داخل الحديقة.
الكوالا معرض للانقراض بسب كثرة صيده للحصول على فرائه الجميل والثمين، ممادفع إلى حظر صيده تحت طائلة المحاسبة والعقوبة.
وضعت أستراليا حيوان الكوالا على قائمة الأنواع المهددة بالانقراض في أجزاء من البلاد بعد تناقص أعداد الحيوان بصورة كبيرة، ويقول توني بيرك وزير البيئة الأسترالي إن أعداد الكوالا في كوينزلاند ونيو ساوث ويلز والمناطق المحيطة بالعاصمة الأسترالية أصبحت الآن معرضة للتناقص.
ومن المعروف أن الكوالا يعد، إلى جانب الكانغرو، من بين العلامات المميزة لقارة أستراليا، وخلافا للاعتقاد السائد بكون الكوالا من فصيلة الدببة، يصنفه العلماء في أستراليا من ذوات الجراب مثل الكانغرو.
ومن بين العوامل التي ساهمت في القضاء على أعداد كبيرة من هذا الحيوان، فقدان موئله الطبيعي بسبب التوسع العمراني والأمراض وهجمات الكلاب، وأخيرا تعرضه للدهس بالسيارات، وينتقد دعاة حماية البيئة هذا الإعلان ويشيرون إلى أنه لابد وأن يشمل كافة أجزاء البلاد وليس بعض المناطق فقط.
ولا يعرف على وجه الدقة العدد الحالي لحيوان الكوالا في أستراليا، تتفاوت التقديرات بين عدة مئات آلاف وثلاثة وأربعين ألفا فقط.
وفي نيو ساوث ويلز وكوينزلاند، انخفضت أعداد الكوالا بنسبة تصل أربعين بالمائة منذ العام 1990.
وقال وزير البيئة الأسترالي إن قرار وضع الكوالا على قائمة الحيوانات المهددة جاء بعد إجراء تقييم علمي دقيق من جانب اللجنة المكلفة برصد الأنواع المهددة بالانقراض.